# 278-й квартал (Кременчук)
278-й квартал — житловий квартал у місті Кременчук. Розташований між Молодіжним на півночі та Великою Кохнівкою на півдні. Забудовований дев'ятиповерховими будинками блочного типу та цегляними. Має протяжність зі сходу на захід близько 300 метрів та з півдня на північ близько 700 метрів.

## Розташування
Квартал розташований в Автозаводському районі. Межує з Великою Кохнівкою на півдні.
Обмежений проспектом Лесі Українки на заході, вулицею Козацькою на південному заході. На сході проходить вулиця Паші Ангеліної.
Поруч з кварталом протікає річка Сухий Кагамлик. На схід від кварталу знаходиться кінно-спортивна школа «Фаворит».

## Будівлі та об'єкти
- Дитячий садок-школа (у процесі будівництва)
- Буд. № 12б — Магазин «Мясная лавка»[1]
- Буд. № 13б — Районна санітарно-епідеміологічна станція[2]
- Буд. № 22б — Промислово-фінансовий банк[3]